# Megachile fultoni
Megachile fultoni är en biart som beskrevs av Cockerell 1913. Megachile fultoni ingår i släktet tapetserarbin, och familjen buksamlarbin. Inga underarter finns listade i Catalogue of Life.